# Regimentul 2 Infanterie (1918-1920)
Regimentul 2 Infanterie a fost o mare unitate de infanterie, de nivel tactic, din Armata României, care a participat la acțiunile militare postbelice, din perioada 1918-1920. Regimentul a făcut parte din compunerea de luptă a Brigăzii 3 Infanterie, comandată de generalul Traian Epure, împreună cu Regimentul 26 Infanterie:pp. 332-333

## Compunerea de luptă
În perioada campaniei din 1919, regimentul a avut următoarea compunere de luptă::pp. 332-333
- Batalionul 1 - comandant: maior Haral Bădescu

- Compania 1 - comandant: sublocotenent M. Poposcu
- Compania 2 - comandant: căpitan I. Militaru
- Compania 3 - comandant: locotenent Tr. Petruț
- Compania de Mitraliere - comandant: locotenent Vict. Stăpânoiu

- Batalionul 2 - comandant: maior I. Ciulei

- Compania 5 - comandant: căpitan I. Popescu
- Compania 6 - comandant: locotenent Ilie Iugă
- Compania 7 - comandant: sublocotenent N. Colceru
- Compania de Mitraliere - comandant: locotenent N. Alecu

- Batalionul 3 - comandant: maior Victor Popescu

- Compania 9 - comandant: locotenent Stel. Zamfirescu
- Compania 10 - comandant: locotenent N. Pleșoianu
- Compania 11 - comandant: locotenent M. Ciovică
- Compania de Mitraliee - comandant: sublocotenent Victor Bădescu

### Campania anului 1919
În cadrul acțiunilor militare postbelice,  Regimentul 2 Infanterie a participat la acțiunile militare în dispozitivul de luptă al Brigăzii 3 Infanterie, participând la Operația ofensivă la vest de Tisa în cadrul Diviziei 2 Infanterie.:pp. 332-333

## Comandanți
- Locotenent-Colonel Filip Abeg